# Ponerorchis taiwanensis
Ponerorchis taiwanensis är en orkidéart som först beskrevs av Noriaki Fukuyama, och fick sitt nu gällande namn av Jisaburo Ohwi. Ponerorchis taiwanensis ingår i släktet Ponerorchis och familjen orkidéer. Inga underarter finns listade i Catalogue of Life.